# Gebardo
Gebardo  è un nome proprio di persona italiano maschile.

## Varianti
- Maschili: Gebeardo[1]
- Femminili: Gebarda[1], Gebearda[1]

### Varianti in altre lingue
- Basso-tedesco: Gevert
- Catalano: Gebard[2]
- Germanico: Gebahard[3][4], Gebehard[4], Gebehart[4], Gevehard[4], Gebhard[3][4]
- Polacco: Gebhard
- Spagnolo: Gebardo[2]
- Tedesco: Gebhard[3]

## Origine e diffusione
Deriva dal nome germanico Gebahard, composto da geb, "dono", e hard, "coraggioso". Il secondo elemento, piuttosto diffuso fra i nomi germanici, si ritrova anche in altre nomi come Eccardo, Adalardo, Eberardo e Rainardo.
La diffusione in Italia è scarsissima, ed è un nome di interesse principalmente storico, portato fra l'altro da papa Vittore II prima dell'elezione al soglio pontificio.

## Onomastico
L'onomastico si può festeggiare il 27 agosto in memoria di san Gebardo II, vescovo di Costanza.

## Persone

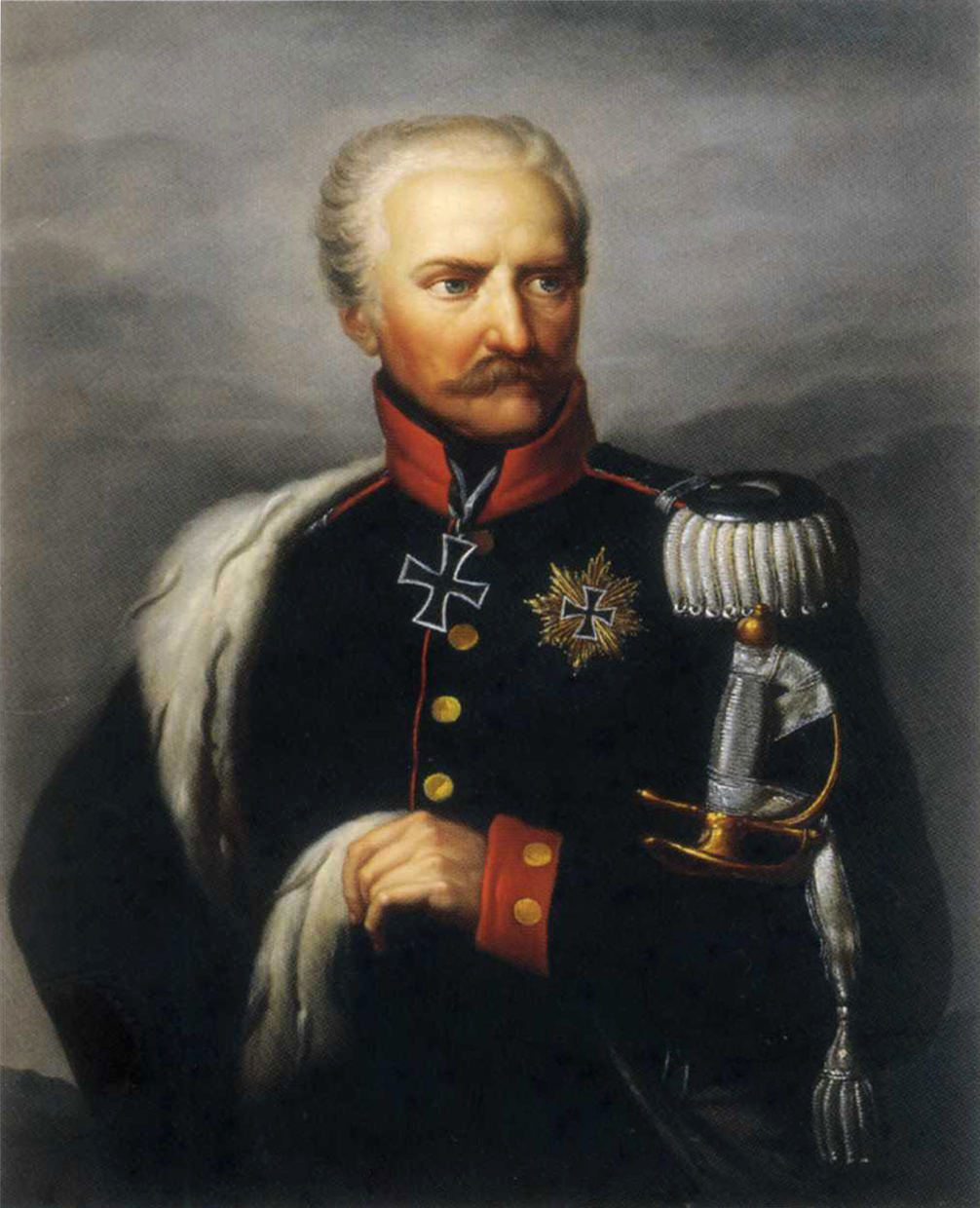
Gebhard Leberecht von Blücher

- Gebardo di Costanza, vescovo e santo tedesco

### Variante Gebeardo
- Gebeardo, duca di Lotaringia

### Variante Gebhard
- Gebhard, arcivescovo di Salisburgo
- Gebhard, conte di Lahngau
- Gebhard Truchsess von Waldburg, arcivescovo di Colonia
- Gebhard XXV von Alvensleben, poeta tedesco
- Gebhard Johan Achaz von Alvensleben, librettista e drammaturgo tedesco
- Udo Gebhard Ferdinand von Alvensleben, storico tedesco
- Gebhard Leberecht von Blücher, generale prussiano

## Il nome nelle arti
- Gevert Miereveld è un personaggio del film del 1965 L'uomo dai capelli a zero, diretto da André Delvaux.